# Nangkasawit
Nangkasawit is een bestuurslaag in het regentschap Purbalingga van de provincie Midden-Java, Indonesië. Nangkasawit telt 1499 inwoners (volkstelling 2010).